# Loki (Marvel Comics)
Loki Laufeyson és un personatge que apareix als còmics nord-americans publicats per Marvel Comics. Atribuïda la seva creació a l'editor Stan Lee, el guionista Larry Lieber i l'autor complet Jack Kirby, es basa en la deïtat mitològica nòrdica del mateix nom. Tot i que una versió de Loki va debutar a Venus núm. 6 (agost de 1949), la seva caracterització com a germà adoptiu i nèmesi del superheroi Thor es va introduir amb la versió que va debutar a Journey into Mystery núm. 85 (octubre de 1962), que ha perdurat fins a l'edat moderna.
En les seves aparicions en còmics, Loki és representat com el déu asgardià de l'engany, un astut ensarronador i un mestre de la màgia i la bruixeria asgardiana. Després d'assabentar-se del seu veritable origen com a gegant de gel de Jotunheim, Loki es posa gelós de Thor i sovint conspira per prendre el tron d'Asgard per ell mateix. Els seus plans de conquesta finalment arriben a la Terra i, sense voler, condueixen a la formació dels Venjadors. Tot i que sol ser representat com un superdolent, Loki també ha estat un antiheroi de vegades, treballant amb herois si els seus objectius s'alineen i si això el beneficia.
Loki ha aparegut en diverses sèries en curs, sèries limitades i sèries de realitat alternativa, inclosa la sèrie de 4 números Loki el 2004 i el 2006, sent el personatge principal de Journey into Mystery dels números 622 al 645, apareixent en l'encarnació de Young Avengers el 2013 i rebent quatre sèries en solitari més, Loki: Agent of Asgard el 2013, Vote Loki el 2016, Loki el 2019 i Loki el 2023. El personatge ha estat adaptat en diverses encarnacions mediàtiques, sobretot per Tom Hiddleston a la franquícia de mitjans Marvel Cinematic Universe (MCU).

## Història de la publicació
Una versió de Loki va fer la seva primera aparició a Marvel Comics a la publicació de Timely Comics Venus núm. 6 (agost de 1949), on Loki va ser representat com un membre dels déus olímpics. Planejant difondre l'odi, va convèncer Júpiter perquè el deixés viatjar al regne de la Terra, utilitzant Venus a qui ja havia permès entrar-hi, com a justificació. Venus es va comprometre al servei de Loki per aturar els seus plans, amb Júpiter veient-la actuar desinteressadament i alliberant-la de la promesa, i en Loki va ser enviat de tornada a l'Inframon. El Loki de l'edat moderna va fer la seva primera aparició oficial de Marvel a Journey into Mystery núm. 85 (octubre de 1962), on Loki va ser reintroduït com l'enemic jurat de Thor. El Loki de l'edat moderna s'atribueix als germans Stan Lee i Larry Lieber i l'autor complet Jack Kirby, qui el va redissenyar.
Com un dels arxienemics de Thor, Loki ha fet aparicions freqüents a títols relacionats amb Thor com Journey into Mystery i Thor, així com altres títols de l'Univers Marvel com The Avengers i X-Men. A més de breus aparicions a la sèrie de còmics Spider-Man i The Defenders, va ser el personatge protagonista de dues minisèries de quatre números Loki el 2004 i el 2010.
Loki va tenir un paper clau a la història Siege de tota l'empresa dels anys 2010, en la qual el personatge finalment és assassinat.
A partir del número 622, la sèrie en curs Thor va tornar al títol original Journey into Mystery i es va centrar en Loki. Sota la ploma de Kieron Gillen, Loki ressuscita en el cos d'un nen, sent el personatge principal del 2011 al 2012, sent el seu darrer número com a protagonista el número 645.
El 2014 es va anunciar una sèrie en solitari per a Loki anomenada Loki: Agent of Asgard. L'escriptor Al Ewing va dir que, entre altres coses, la sèrie exploraria la bisexualitat i la identitat de gènere fluida de Loki, escrivint "Loki és bi i en parlaré. [Ell] canviarà també entre gèneres de tant en tant".
Una altra sèrie en solitari per a Loki anomenada Vote Loki va començar el 2016. En aquesta sèrie, Loki decideix presentar-se a les eleccions presidencials dels EUA, però aparentment perd després que els seus trucs siguin descoberts pels mitjans de comunicació; més tard es revela que va perdre intencionadament en nom del candidat llavors guanyador.

## Biografia del personatge de ficció
Fa molts anys, quan Bor, governant d'Asgard, lluitava contra els gegants de gel, va seguir un gegant ferit fins a un poderós bruixot que l'estava esperant. El bruixot el va agafar sense adonar-se'n, convertint Bor en neu. El fill de Bor, Odín, va trobar el seu pare mentre ell s'esvaïa; Bor va suplicar a Odin que trobés un bruixot per alliberar-lo, però Odin no va intentar salvar el seu pare. Bor va maleir a Odí dient que agafaria el fill d'un rei caigut i el criaria com a seu. Ni una setmana més tard, el mateix Odí va dirigir els asgardians a la batalla contra els Gegants de Gel i va matar a Laufey, que era el Rei, en combat personal. Després de matar a Laufey, Odin va trobar un nen petit de mida asgardiana amagat dins del bastió principal dels Gegants de Gel. El nen era Loki; Laufey l'havia mantingut amagat de la gent del gegant de gel a causa de la seva vergonya per la petita mida del seu fill. Odin va prendre el nen, per una combinació de pietat, per apaivagar la memòria del seu pare, i perquè era fill d'un digne adversari assassinat en un combat honorable, i el va criar com a propi al costat del seu fill biològic Thor.
Al llarg de la seva infància i fins a l'adolescència, Loki estava ressentit de les diferències entre com Thor i ell mateix eren tractats pels ciutadans d'Asgard. Els asgardians valoraven la gran força, la tenacitat i la valentia en la batalla per sobre de totes les coses, i Loki era clarament inferior al seu germà Thor en aquelles àrees. El que li faltava en mida i força, però, ho compensava amb poder i habilitat, especialment com a bruixot. A mesura que Loki creixia fins a l'edat adulta, el seu talent natural per causar maldats es manifestaria i li va fer guanyar un sobrenom com el "Déu de la malifeta"; la seva malícia es va convertir en malícia a mesura que la seva gana de poder i venjança es feia més forta. Diverses vegades va intentar utilitzar trucs per desfer-se de Thor, com dir-li que vigilés un forat a la paret que ell mateix havia fet. Amb el temps, la seva reputació va créixer des de ser un ensarronador juganer i entremaliat fins al "Déu del mal". Al llarg dels segles, Loki va intentar en moltes ocasions apoderar-se del govern d'Asgard i destruir Thor, fins i tot ajudant el Gegant de la Tempesta Ghan a escapar de Thor que planejava obtenir el pagament d'un deute més tard, i va ajudar altres enemics d'Asgard, que planejaven fer-se càrrec d'Asgard. Odin, que s'havia cansat de les malifetes d'en Loki, el va empresonar màgicament dins d'un arbre fins que algú vessés una llàgrima per la seva situació. Loki finalment es va alliberar fent que una fulla colpegés a l'ull en Heimdall, el guardià de Bifrost, fet que li va fer vessar una llàgrima. Loki va recopilar un extens antecedent penal a Asgard, i sovint va ser exiliat. Més tard va conèixer el Bruixot Eldred, que li va ensenyar màgia negra, com a recompensa Loki més tard va donar Eldred al dimoni del Foc Surtur.

### Lluites amb els herois de la Terra
Els esquemes de Loki finalment van arribar a incloure la Terra mateixa, i sovint lluitava amb els herois sobrehumans de la Terra per prendre el seu planeta, i sovint la mateixa Asgard. Va lluitar per primera vegada contra Thor a la Terra en els temps moderns després d'escapar de l'arbre; Aleshores, Loki va manipular a Hulk perquè fes estralls fent servir una il·lusió de dinamita a les vies del tren, mentre estava en forma astral en un intent d'atreure a Thor a la Terra, la qual cosa va conduir inadvertidament a la formació dels Venjadors, ja que diversos altres herois van arribar a trobar-se amb Hulk.
Diverses vegades, Loki, tot i que no lluitava directament contra Thor, va provocar altres amenaces per a Thor, com augmentar els poders mentals d'un endeví del carnaval Sandu, fent-lo prou poderós per aixecar edificis amb la seva ment, i alliberar un home de lava anomenat Molto per accident quan va provocar l'explosió d'un volcà mort des de feia temps. Quan Loki va convèncer a l'Odin de castigar a Thor, Odin li va treure la meitat del poder, després de la qual cosa en Loki li va retornar la memòria del malvat del segle XXIII Zarrko. Zarrko va derrotar a Thor i el va portar de tornada per ajudar a conquerir el seu període, tot i que el déu del tro va poder finalment capturar el dolent. Loki fins i tot va alliberar Mr. Hyde i Cobra pagant les seves fiances, i després va doblar els seus poders. Loki els va dir que segrestessin a Jane Foster, cosa que sabia que cridaria l'atenció de Thor, però Hyde i Cobra van ser derrotats de nou. Loki finalment va anar després ell mateix per Jane Foster, enviant-la a una altra dimensió. Tanmateix, el Doctor Strange va poder protegir-la, i Thor va obligar a Loki a retornar-la.
Entre els secuaços més coneguts de Loki hi havia el criminal humà Carl "The Crusher" Creel, a qui Loki va transformar en el criminal sobrehumà conegut com l'Absorbing Man (Home Absorbent). Creel demostraria ser un adversari formidable de Thor i altres Venjadors al llarg dels anys. Loki va arribar a intentar tornar l'Odin contra Thor i robar el martell encantat de Thor, Mjolnir, en un intent d'aconseguir la llibertat, però els seus esforços van fracassar. En convèncer a Odín d'anar a la Terra i deixar-lo a càrrec d'Asgard amb una part de la seva força d'Odín, va alliberar Skagg, el gegant de la tempesta més gran, i Surtur, el dimoni de foc més gran, per intentar destruir Odín. No obstant això, Thor i Balder van ajudar a derrotar els monstres, i en Loki va ser enviat a servir els trolls. Loki va ser responsable del despertar de l'armadura Destroyer (Destructor), conduint un caçador al Temple on residia l'armadura utilitzant les seves habilitats mentals mentre Thor estava a prop, fent que l'ànima del caçador animés l'armadura, però Thor va obligar el caçador a tornar al seu cos, després va enterrar l'armadura sota milers de tones de roca. L'Absorbing Man va ser portat de tornada a la Terra per Loki i va lluitar contra Thor, però Loki el va portar ràpidament a Asgard quan Thor estava a punt de derrotar-los. L'Absorbing Man va derrotar els asgardians sense massa problemes i va absorbir els atacs d'Odín. No obstant això, Loki i l'Absorbing Man van ser exiliats a l'espai a causa d'un truc d'Odin, llavors va enviar la seva forma astral de tornada a la Terra i es va fer càrrec de l'armadura del Destroyer, intentant fer-se càrrec d'Asgard; llavors Odín va enviar a Balder per descobrir la ubicació de Loki, i després va usar els seus poders per enviar a Loki fora de l'armadura del Destroyer.

### Prenent el control d'Asgard
Més tard es va explicar el destí de Loki per ser la causa de Ragnaroc. Loki va tornar de l'exili a l'espai, però després va ser desposseït dels seus poders i va ser exiliat a la Terra per Odín. Loki va conspirar per obtenir nous poders de Karnilla; tanmateix, això va crear accidentalment el superdolent Destroyer, que va guanyar poders asgardians en ser confós amb Loki després de noquejar-lo i posar-se el casc just abans que Karnilla aparegués en resposta al ritual de Loki. Gairebé va matar en Thor esfondrant un edifici sobre ell, ja que en Thor havia estat desposseït de tots els seus poders excepte de la seva força per Odín. Llavors Loki va fomentar una batalla entre Thor i el Destroyer animat per Sif. Loki va prendre el comandament d'Asgard durant el somni d'Odín, fent servir el seu dret com a "fill" d'Odín abans que Thor pogués reclamar-ho, però va fugir quan Asgard va ser envaït per Mangog, adonant-se que aquest nou enemic era massa poderós.
Més tard, Loki va usurpar el tron d'Asgard prenent l'anell d'Odín, però va tornar a fugir quan Asgard va ser envaït per Surtur. Posteriorment, va intentar destruir Thor canviant els cossos amb ell, atorgant-li la força bruta de Thor contra el seu propi ús inexpert de la màgia a les mans de Thor; en tot cas, Thor va poder recuperar la seva aparença real enganyant a Loki perquè llencés Mjolnir de manera que es quedés atrapat en un penya-segat, fent que el cos de Thor (de Loki) tornés a la forma humana de Donald Blake i permetent que Thor recuperés el control de la seva veritable forma. Molt més tard, Loki va tornar a usurpar el tron d'Asgard i va tornar a posar el Destroyer contra Thor. Poc després, Loki va causar la mort temporal de Balder fent servir vesc, després d'haver conspirat amb Hela per provocar el Ragnaroc si el seu últim pla fracassava. En aquest moment, l'esposa de Loki, Sigyn, va tornar a Asgard. Quan Loki va ser encadenat i un escurçó li va degotejar verí a la cara com a càstig per matar en Balder, Sigyn va intentar ajudar-lo. Loki va intentar provocar el Ragnarok, però va ser frustrat per Odin. Al costat de Tyr i les seves forces, Loki va robar les pomes daurades d'Idunna i va envair Asgard amb l'ajuda de la serp de Midgard, però després va canviar de bàndol i va ajudar les forces d'Odin a derrotar en Tyr.
Malgrat l'aparent odi de Loki pel seu germà adoptiu i pare, Loki va ajudar a defensar Asgard de la destrucció de Surtur i els seus dimonis de foc. Això va ser perquè l'objectiu de Surtur era destruir Asgard, mentre que Loki només buscava governar-lo. Al costat d'Odin i Thor, Loki va lluitar contra Surtur i va ser testimoni de la desaparició d'Odín. No gaire després, en Loki va transformar en Thor en una granota durant un temps, utilitzant l'espasa crepuscular. Thor va tornar a ser ell mateix quan Volstagg va destruir una de les màquines que Loki havia usat per transformar Thor. A continuació, va involucrar els X-Men i Alpha Flight en un complot per guanyar-se el favor dels déus anomenalts "Those Who Sit Above in Shadow" (els que s'asseuen adalt a l'ombra) intentant demostrar que podia fer una bona acció oferint-se a concedir els desitjos dels dos equips, com ara donant a Puck un cos normal mentre li atorgava a Rogue la capacitat de tornar a tocar, però va fallar la prova després d'intentar forçar els regals als herois després que els rebutssin, els dos equips van saber que aquests poders millorats —i els poders addicionals que Loki atorgaria al món— privarien els que rebien els regals de la capacitat d'imaginar i crear coses noves, destruint essencialment el que significava ser humà.

#### Actes de venjança
Disfressat, Loki va manipular un grup de mestres malvats perquè dissenyessin els "Actes de venjança". Amb aquests primers impulsors, va posar en marxa un complot contra els Venjadors i altres herois, enviant el Juggernaut contra Thor i llançant un encanteri que va provocar atacs temporals de debilitat en Thor. Més tard, va lluitar contra les forces combinades dels Venjadors de la Costa Oest i la Costa Est. La seva identitat i el seu paper en els procediments es van revelar finalment, i després va ser derrotat pels Venjadors. En realitat, Loki moriria a mans de Thor, encara que la manipulació del corrent del temps el tornaria més tard. Durant aquest temps, Loki va viatjar breument a la dimensió de l'Ultraverse per buscar les gemmes de l'infinit.

### Lady Loki
Morwen, un poderós agent del caos, va ser alliberat i va prendre Tessa Black, una filla de Loki, com a amfitriona. Amb el Doctor Strange no disponible, Loki i Spider-Man van treballar junts per alliberar-la. Loki va proclamar que tenia un deute encara no pagat amb el seu aliat temporal.
Poc temps després, es va profetitzar Loki que conduiria els enemics d'Asgard a destruir el "Regne Etern" en un conflicte final conegut com a Ragnaroc, part del cicle asgardà continu del naixement, la vida i la mort presidit per éssers coneguts com a "Those Who Sit Above in Shadow" que s'alimentava de les energies gastades durant aquests cicles. En l'enfrontament final entre els germans abans d'aquella batalla, en Thor va penjar el cap d'en Loki del cinturó perquè pogués veure els moments finals de la batalla.
Després del Ragnarök, Loki va tornar amb un cos femení treballant amb el Doctor Doom perquè Thor, sense voler-ho, ressuscités els seus enemics d'Asgard i va manipular Balder per convertir-lo en el nou successor al tron d'Asgard. En secret, Loki, a més, va conservar la seva forma masculina, portant l'amant renascuda de Thor, Sif, amb ell com a filla. Durant aquest període, Hela i Loki van utilitzar la màgia per enviar Loki al passat per provocar els esdeveniments que van portar al seu jo més jove a ser adoptat per Odín com a mitjà per eliminar en Bor, l'avi de Thor.
Durant la invasió secreta, Loki va incitar els asgardians perquè creguessin que Beta Ray Bill era un Skrull, però Thor va demostrar que Loki estava mentint. Després de la derrota dels Skrulls, es va unir a la Cabal, formada per ell mateix, Norman Osborn, Emma Frost, el Doctor Doom, Namor i Hood, perquè Osborn pogués llançar el seu nou ordre mundial, prometent a Loki que podria restaurar Asgard al cel on pertanyia. Loki i Sif aviat són restaurats als seus respectius cossos i després de la pèrdua de poder de Hood, Loki li ofereix una segona oportunitat.

### Siege
Loki va estar present a la Cabal quan Norman Osborn es va negar a entregar Namor al Doctor Doom. Quan el Doombot fent-se passar per Doctor Doom va desencadenar robots semblants a insectes, Loki va aconsellar a Hood que volés. Després de la conversa d'Osborn amb el president, Loki va aconsellar recrear un incident similar a l'incident de Stamford que provocaria la invasió a Asgard.
Després va revelar un complot a Osborn que aprofitaria la presència de Volstagg a Chicago. Com que Volstagg havia anat per aventures com Thor, els U-Foes podien atacar-lo i destruir un Soldier Field ple durant un partit de futbol americà, matant milers mentre Osborn i ell miraven en forma astral. Aleshores, Loki va advertir a Balder sobre l'atac imminent d'Osborn a Asgard, afirmant que havia intentat convèncer a Osborn de no atacar. Va matar l'asgardià que va profetitzar l'atac i enviant la cambra d'Heimdall sota Asgard perquè no pogués avisar els asgardians a temps. Loki, quan Osborn va demanar la seva ajuda, va enviar Hood i el seu sindicat reduït com a reforços per ajudar les forces d'Osborn contra els Venjadors. Més tard, Loki se li va aparèixer a Balder, dient-li que simplement hauria perdonat a Thor en lloc de desterrar-lo si no hagués volgut el tron d'Asgard per a ell. Més tard, Balder va expulsar a Loki d'Asgard.
Algun temps després, es va disfressar màgicament com el personatge del Green Goblin d'Osborn per assetjar Asgard, Loki es va trobar amb les Disir (les Valquíries de Bor) després que les atregués utilitzant diverses ànimes de déus errants que havia empresonat com a esquer, revelant que desitjava guanyar-se el seu servei com les seves esclaves. Les 13 Disir s'uneixen i l'assalten com un sol, però Loki va aconseguir derrotar-les usant extraordinàries habilitats d'espasa, obligant-les així a sotmetre's a ell i declarar-lo vencedor. Loki es troba amb Hela i li pregunta què li donaria a canvi d'un nou Hel, a la qual cosa respon "Qualsevol cosa". Aleshores es va reunir amb Mephisto, demostrant el poder de les Disir i acceptant prestar-les Disir durant cent un dies a canvi que el senyor dels dimonis atorgués una part del seu inframón a Hela durant mil i un anys, com a nou "Hel", el que Mephisto accepta. A canvi d'això, Hela va esborrar Loki dels Llibres d'Hel, per tant, ja no estava lligat a Hel o Asgard, guanyant la llibertat absoluta. Mephisto va preguntar a Loki per què havia recorregut a aquests esquemes, a la qual cosa Loki va respondre que era més divertit d'aquesta manera.
Quan les forces combinades dels New Avengers, Young Avengers i els Secret Warriors van derrotar als Dark Avengers, Thor va demanar saber on era Loki. Norman Osborn només va poder dir-li que estava mort, igual que "la resta" quan va aparèixer la veritable forma del Void. Quan la criatura va destrossar els tres equips, Loki va començar a penedir-se, adonant-se que el que li havia passat a Asgard no era el que ell volia, suplicant al seu pare, Odín, que li tornés les Pedres Norn (que abans havia pres Hood i donades a l'ensarronador), utilitzant el seu poder per empoderar els tres equips i donar-los els poders de la colla de Hood per lluitar contra el Void. Tanmateix, el Void va sentir la mà d'en Loki en això i el va atacar, les pedres no havien afectat directament el Void. Quan Loki va ser destrossat pels circells del Void davant d'un Thor commocionat, les seves últimes paraules van ser per disculpar-se amb el seu germà. Thor va decidir venjar el seu germà caigut i va destruir el Void i el Sentry amb un llamp. Va portar les restes de Sentry a l'espai exterior i les va alliberar al Sol.

### Reencarnació com Kid Loki
Thor, trobant a faltar el seu germà, va buscar en Loki que havia tornat a la vida en forma de nen jove; ja que a causa dels seus plans el seu nom va ser eliminat del Llibre de l'Infern, el que li permetia enganyar la mort permanentment. Ara situat a París, França, Loki era un estafador de carrer que es deia Serrure (la paraula francesa per a pany), que fingia simples trucs de cartes davant d'un públic mentre un còmplice les robava de carterista. Thor, disfressat de civil, el va perseguir, donant lloc a la restauració de la memòria de Loki, però no de la seva vida passada, a excepció d'una consciència culpable per coses que no recorda. Sense res a perdre, en Loki va seguir a Thor, que li va restituir part de la seva identitat (tot i que va romandre en forma de nen), i li va preguntar quan precisament Thor es va fer tan vell, al que Thor va somriure. Thor va portar a Loki a les restes d'Asgard, on es feien plans per ajudar els refugiats de l'Arbre del Món. Amb la resurrecció d'Odín, Loki es va espantar i va fugir amb Thor, que va criticar a Odín per espantar-lo. Trobant-se amb Iron Man, Loki va ser salvat per Thor, que va defensar les seves pròpies raons per fer tornar el trampós.

#### Journey into Mystery
Amb la població asgardiana a part de Thor encara desconfiada de Loki, Loki va revelar al seu germà que estava intentant aprendre més sobre la Terra i els humans, cosa que Thor aprova. Quan una garsa va explotar a les seves cambres portant una clau, va provocar una cadena d'esdeveniments on al final, Loki va ser contactat per un ressò de la seva antiga encarnació, que va revelar que va decidir sacrificar-se lluitant contra el Void com a part d'un pla més gran que implicaria la seva mort i retorn. El nen Loki es va negar a seguir aquest camí, volent ser la seva pròpia persona, i va transformar l'esperit del seu antic jo en una urraca anomenada Ikol. En tornar a la Terra, va ser testimoni d'Odín colpejant Thor.
Odín va preparar tot Asgard per a una batalla desconeguda i va empresonar Thor per intentar protegir Midgard. En Loki, que no estava d'acord amb les accions d'Odín, va ser posat a treballar per Volstagg per netejar els estables de les cabres d'en Thor per mantenir-lo fora de problemes i perills. Utilitzant la llana d'una de les cabres, Loki va baixar a les arrels de l'arbre del món seguint el consell d'Ikol per fer preguntes a les dones nornish que hi viuen. Després de rebre respostes, en Loki va plorar però va decidir recórrer al Thor empresonat per demanar la seva opinió abans de prendre la seva decisió final. En irrompre sigil·losament a la presó, Loki va preguntar al seu germà què faria si hagués de deixar passar alguna cosa dolenta per evitar que passés alguna cosa pitjor, i què passava si li costés tot. Amb la resposta de Thor, Loki va decidir alliberar un dels llops de Hel empresonats i lligar-lo a ell com a servitud usant la brida de les cabres de Thor, i després va revelar que necessitaria l'ajuda d'un "personatge" més abans d'anar cap al regne d'Hela.
Després d'haver recuperat el martell de Thor després que Thor hagués estat assassinat i esborrat de la memòria després de la guerra contra la Serp, Loki va poder treballar amb Silver Surfer per restaurar el martell al seu estat natural i enviar-lo a Thor en el més enllà, restaurant la seva memòria i permetent-li lluitar per tornar al regne dels vius. Després del retorn de Thor, Ikol revelaria que les circumstàncies s'havien manipulat per forçar el jove Loki a permetre que la seva antiga personalitat el subsumissin i visqués de nou, la seva antiga pissarra esborrada per les accions del "nou" Loki. Durant les seves aventures, el jove Loki havia ajudat sense voler a crear i estava lligat a un poderós artefacte que estava a punt de ser utilitzat per Mephisto per conquerir tots els inferns i, finalment, tot. Tanmateix, si el nou Loki deixés d'existir, l'artefacte perdria tot el poder. En no veure cap altra opció, en Loki va permetre que l'Ikol tornés a convertir-se en Loki, deixant d'existir, però advertint per endavant que la personalitat de l'Ikol era incapaç de canviar i creient que finalment seria detinguda per part dels que l'envolten.

#### Young Avengers
Kid Loki es va unir als Young Avengers en el rellançament de la sèrie el 2013 com a part de Marvel NOW!. Quan Wiccan i Hulkling són capturats per un paràsit interdimensional conegut com a Mother (mare), Loki hi acudeix i els rescata de la presó on estaven detinguts. Admeten que necessiten ajuda per derrotar la criatura, però desconfien de Loki, sabent qui és. Van a Asgard i es troben amb el pare de Loki. Amb l'ajuda de Miss Amèrica, l'equip fuig a la ciutat de Nova York, però el paràsit torna a trobar-se i són capturats. Són salvats per Kate Bishop i Noh-Varr, però després són atacats per ciutadans de la ciutat de Nova York que cauen sota el control de Mother mentre l'equip passa volant a la nau de Noh-Var. L'equip fuig a Central Park per minimitzar el nombre de civils a la zona. Un cop allà, Loki diu al grup que la seva única opció per salvar-se és matar a Wiccan, o permetre que Loki prengui prestat els poders de Wiccan durant deu minuts perquè pugui salvar-los. En no veure cap altra opció, Wiccan està d'acord, i Loki es teletransporta immediatament, aparentment abandonant el grup per enfrontar-se sol a la multitud de novaiorquesos controlats mentalment.
Tot i que originalment tenia la intenció de deixar-los morir, Loki té una conversa interna amb el seu jo infantil (que encara existeix dins d'ell) a qui va matar al final de Journey into Mystery, i està convençut de tornar amb l'equip. Un cop allà, derrota la criatura, però l'equip es veu obligat a marxar de Nova York, ja que l'encanteri de Wiccan encara està intacte. Mentre la resta de l'equip està ocupat, en Loki es reuneix amb Mother, revelant-li que havia planejat tot el que havia passat amb el paràsit, treballant per accedir a l'immens poder de Wiccan perquè pugui recuperar les habilitats que va perdre quan es va reencarnar.
L'equip es queda en una situació en què ni Wiccan ni Loki són prou poderosos per lluitar contra Mother. Per augmentar el poder de Loki, Wiccan envelleix el cos de Loki fins al d'un adolescent, augmentant els seus poders. Ara capaç d'enfrontar-se a Mother, així com a la Leah, que havia reclutat les exparelles dels altres membres dels Young Avengers, el grup va a la dimensió de Mother per aturar les coses d'una vegada per totes. En el seu enfrontament amb Leah, ella es burla d'ell per haver destruït el seu jo més jove. En adonar-se que ella és només una il·lusió creada per la seva pròpia consciència culpable, Loki confessa la seva part en l'alliberament de la mare, així com per matar el seu jo més jove. Ara satisfets, els ex i Leah desapareixen, permetent als Young Avengers derrotar a la Mare. Quan en Wiccan es gira per presentar el seu company d'equip als seus pares, descobreix que en Loki ha desaparegut, després d'haver fugit de l'escena arrasat per la culpa per les seves accions. Més tard, quan l'equip organitza una festa d'Any Nou, en Prodigy veu en Loki mirant-los i s'enfronta a ell, només per descobrir que en Loki va proporcionar els diners darrere de la festa. Loki admet que si tornés, probablement l'equip el perdonaria, i per tant no es mostrarà, sentint-se indigne del seu perdó. Quan la festa acaba i l'equip se'n va, en Loki mira amb afecte una foto seva amb l'equip.

#### Déu de les històries
Després que Freyja desterri Loki d'Asgard, es troba a la Terra, on es troben el rei Loki i Verity. El rei Loki li diu a la Verity les coses horribles que va fer en Loki durant el seu temps amb els Young Avengers, i ella fuig, sense voler haver de tractar més amb ell. Aleshores, el rei Loki lliga el seu jo més jove i comença a explicar-los per què ha fet tot això. Com a resultat, en el futur del rei Loki, Loki va complir el seu deure com a agent d'Asgard, esborrant totes les seves accions horribles del seu nom. No obstant això, encara era vist com el Déu de les mentides i, en no poder-ho més, va tornar a ser un enemic de Thor; un temps desconegut després, el rei Loki destrueix la Terra, deixant-la un erm. El rei Thor s'enfronta al rei Loki, Loki aixecant un exèrcit de Venjadors esquelètics, fugint mentre Thor lluita amb els seus amics no morts. Adonant-se que mai podria derrotar el seu germà, el rei Loki es remunta en el temps a un temps en què Thor estava més feble, quan no tenia el poder per alçar Mjolnir.
Aleshores, Loki entra en un espai metafòric, on es troben el Vell Loki i el Nen Loki, dient-li que no podrà canviar la seva història. Aleshores, la Verity el crida, dient-li a Loki que com que el rei Loki no la va reconèixer, ja s'està desenvolupant un futur alternatiu. Ara en Loki decideix canviar el seu destí, adonant-se que les mentides són només històries, i com a déu d'elles, pot explicar-ne una de nova. Aleshores sembla que es destrueix a si mateix, enviant el rei Loki al futur proper ara canviat. Passen vuit mesos, i el cel es torna vermell quan les Secret Wars estan a punt de començar, quan la Verity sent un cop a la seva porta, amb Loki allà dret, afirmant ser el "Déu de les històries".

## Poders i habilitats
Loki és membre de la raça dels gegants de gel de Jotunheim, encara que no és un gegant d'alçada. Posseeix atributs físics iguals als d'un membre en forma de la seva raça, com ara, força millorada, resistència (el seu metabolisme de gegant del gel li atorga nivells sobrehumans de resistència física en pràcticament totes les activitats), velocitat, durabilitat (prou per suportar bales de gran calibre sense danys) i immunitat a totes les malalties i toxines conegudes, així com la resistència a la màgia i l'envelliment.
Loki posseeix una intel·ligència de nivell geni i té un ampli entrenament en màgia, i posseeix la capacitat de manipular forces màgiques per a una varietat de propòsits: projecció d'energia, creació de camps de força, augmentar temporalment les seves pròpies capacitats físiques, atorgar habilitats sobrehumanes als éssers vius o inanimats. objectes, vol, hipnosi, il·lusions i teleportació interdimensional.
Les habilitats màgiques de Loki han estat descrites com a iguals a les de Karnilla, la bruixa més hàbil d'Asgard. Les seves il·lusions poden enganyar ciutats, i entitats poderoses com ara Surtur. Ha estat capaç d'alliberar-se de la tecnologia Celestial en poder d'Apocalypse.
Loki posseeix habilitats extrasensorials i és capaç d'utilitzar projecció astral i llançar els seus pensaments a grans distàncies, fins i tot a través de barreres dimensionals, com la que hi ha entre Asgard i la Terra, fins i tot si és incapaç de moure's. No pot llegir la ment d'altres éssers, encara que pot influir en les seves accions, i una vegada va hipnotitzar breument a Thor i va controlar un estol d'ocells. Tanmateix, no va poder coaccionar a Thor perquè li donés Mjolnir. Si algú té pensaments dolents, Loki pot influir en les seves accions (encara que estiguin a Asgard i el subjecte estigui a la Terra), i pot influir en altres esdeveniments fins a cert punt, com ara desviar un míssil del seu camí, o redirigir un senyal de ràdio.
Loki és un hàbil canviaformes i pot transformar-se en animals (els exemples inclouen la transmogrificació a un salmó, cavall, etc.) o suplantar la identitat d'altres persones, com ara Thor o el Capità Amèrica. No obstant això, no necessàriament guanya les habilitats de qualsevol persona o de qui es converteixi, tot i que les habilitats naturals menors com el vol en forma d'ocell solen funcionar. Loki pot imitar les habilitats d'alguns éssers sobrenaturals si es converteixen en aquestes criatures. Loki també ha convertit els núvols en dracs i ha animat arbres per atacar Thor. Després del seu renaixement, les seves habilitats de canvi de forma són més limitades. Li va explicar a la Lorelei que es podia convertir en qualsevol cosa, sempre que fos ell, cosa que demostra transformant-se en la dona Lady Loki i en una forma lupina.
Loki va dissenyar un mètode d'enganyar la mort, reencarnant-se en qualsevol "mort" mitjançant un acord amb les diferents encarnacions de la Mort perquè el seu nom s'esborrés dels llibres de l'infern.

## Recepció

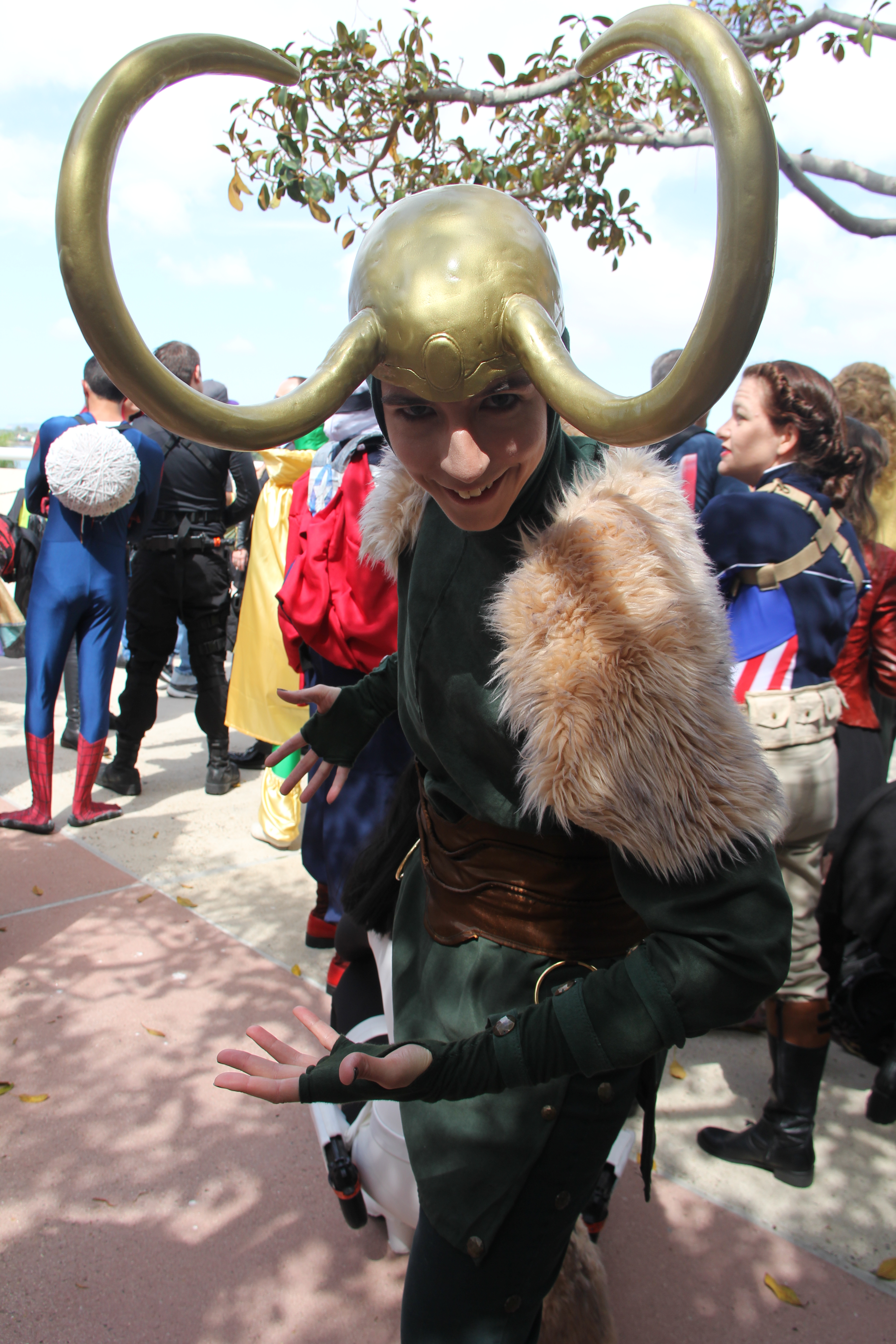
Cosplayer de Loki a la Comic-Con de 2015.

### Resposta crítica
Laura Bradley de Vanity Fair va incloure Loki a la seva llista de "Personatges més emblemàtics de Stan Lee". The A.V. Club va classificar Loki en primer lloc a la seva llista "28 Millors Dolents de Marvel". George Marston de Newsarama va classificar Loki en quart lloc a la seva llista de "Millors superdolents de Marvel", escrivint: "Loki és un dels molts dolents populars que s'ha convertit en un antiheroi, o fins i tot un superheroi total, reposicionant-se no com el déu de la mentida, sinó com el déu de les històries". IGN va classificar Loki 8è a la seva llista "Els 100 millors dolents de còmics", i 4è a la seva llista "Top 25 Dolents de Marvel". Riley Bocchicchio de Collider va classificar Loki 8è a la seva llista dels "10 membres més poderosos de la A-Force de Marvel". Jason Serafino de Complex va classificar Loki en el 12è lloc a la seva llista "25 millors dolents de còmics de tots els temps", escrivint: "Deixeu que Jacky Kirby i Stan Lee prenguin un personatge de la mitologia nòrdica i el converteixin en un dels grans dolents dels còmics de tots els temps".
Screen Rant va incloure Loki a la seva llista "20 Dolents més poderosos de Marvel" i el va classificar en el setè lloc a la seva llista "25 Millors Superdolents dels còmics de tots el temps". CBR.com va classificar Loki en 3r lloc a la seva "Llista dels 10 dolents de Marvel més de moda", 5è a la seva llista "13 dolents de Marvel més importants", 6è a la seva llista "10 personatges de Marvel més populars", i 8è a la seva llista "10 Marvel Gods With The Highest Kill Count".

## En altres mitjans

### Televisió
- Loki apareix a "Mighty Thor" segment de The Marvel Super Heroes, amb la veu de Len Carlson.[110]
- Loki apareix a l'episodi de Spider-Man and His Amazing Friends "The Vengeance of Loki".
- Loki apareix a l'episodi de The Super Hero Squad Show "Oh Brother!", amb la veu de Ted Biaselli.[111]
- Loki apareix a The Avengers: Earth's Mightiest Heroes, amb la veu de Graham McTavish.[110]
- Loki apareix a les sèries d'animació de Disney XD,[112] amb la veu masculina de Troy Baker i ocasionalment amb la veu femenina de Vanessa Marshall i Tara Strong.[110]
- Loki apareix a Lego Marvel Super Heroes: Maximum Overload, amb la veu de nou de Troy Baker.[110]
- Loki apareix a Marvel Disk Wars: The Avengers.[113]
- Loki apareix a Marvel Super Hero Adventures: Frost Fight!, novament amb la veu de Troy Baker.[110]
- Loki apareix a Marvel Super Hero Adventures, amb la veu de Matt Cowlrick.[110]
- Loki apareix a Marvel Future Avengers.[110]
- Loki apareix al curt dels Simpson The Good, the Bart, and the Loki, amb la veu de Tom Hiddleston.[114]
- Loki apareix a Marvel Battleworld: Treachery at Twilight, amb la veu de Bill Newton.[110]
- Loki apareix a Lego Marvel Avengers: Loki in Training, amb la veu de Bill Newton.[110]

### Pel·lícula
- Loki apareix a Hulk Vs Thor, amb la veu de Graham McTavish.[115]
- Una versió adolescent de Loki apareix a Thor: Tales of Asgard, amb la veu de Rick Gomez.[116]
- Loki apareix a Marvel Super Heroes 4D.[117]

### Marvel Cinematic Universe

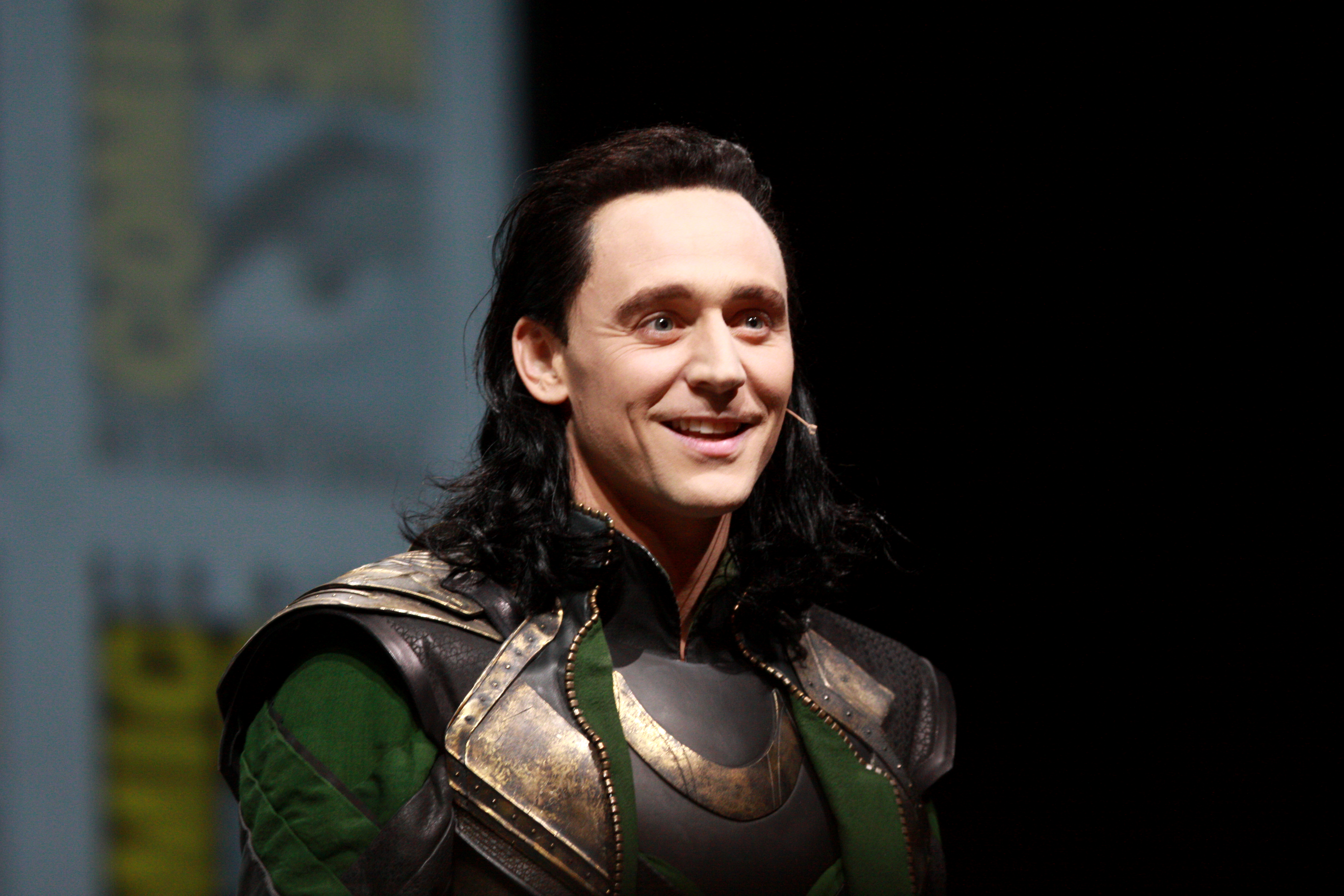
Tom Hiddleston a la Comic-Con de 2013.

Tom Hiddleston interpreta Loki en mitjans ambientats a l'Univers cinematogràfic Marvel, produït per Marvel Studios. Loki apareix per primera vegada a la pel·lícula d'acció real Thor (2011) i reapareix a les pel·lícules d'acció real The Avengers (2012), Thor: The Dark World (2013), Thor: Ragnarok (2017), Avengers: Infinity War (2018), Avengers: Endgame (2019) i Ant-Man and the Wasp: Quantumania (2023).
- Ted Allpress va interpretar un jove Loki a Thor.[127]
- Una versió alternativa de Loki (introduïda a Avengers: Endgame i que apareix a l'escena posterior als crèdits de Ant-Man and the Wasp: Quantumania ) apareix com el personatge principal d'una sèrie homònima d'imatge real de Disney+ (2021 i 2023).[128][129]
  - Una variant femenina de Loki amb l'àlies Sylvie també apareix a Loki, interpretada per Sophia Di Martino.[130][131] Sylvie es va inspirar en Sylvie Lushton / Enchantress i Lady Loki, però és un personatge diferent amb una història de fons diferent de les dues.[132][133]
  - A més, a Loki apareixen diverses altres variants de Loki.
- Les versions alternatives de la línia de temps de Loki apareixen a la sèrie animada de Disney+ What If...? (2021 i 2023).[134][135][136]

### Videojocs
- Loki apareix com un personatge no jugable a Marvel: Ultimate Alliance, amb la veu de Larry Cedar.[110] En aquesta versió és un titent dels Masters of Evil del Doctor Doom.
- Loki apareix a Marvel Super Hero Squad, amb la veu de Ted Biaselli.[110]
- Loki apareix a Marvel Super Hero Squad: The Infinity Gauntlet, amb la veu novament de Ted Biaselli.[110]
- Loki apareix a Pinball FX2, amb la veu de Troy Baker.[137]
- Loki apareix a Marvel Pinball, amb la veu de Troy Baker.[110]
- Loki apareix a Marvel KAPOW!.[138]
- Loki apareix a Marvel Super Hero Squad Online, amb la veu novament de Ted Biaselli.[110]
- Loki apareix a Thor: God of Thunder, amb la veu de Tom Hiddleston.[139]
- Loki apareix a Thor: Son of Asgard.[140]
- Loki apareix a Marvel War of Heroes.[141]
- Loki apareix com un personatge jugable a Marvel Avengers: Battle for Earth, amb la veu de Troy Baker.[110]
- Loki apareix a Marvel Avengers Alliance.[142]
- Loki apareix a Zen Pinball 2.[143]
- Loki apareix a Avengers Pinball.[144]
- Loki apareix com un personatge jugable a Marvel Heroes, amb la veu de Crispin Freeman (en forma masculina) i de Amy Pemberton (en forma femenina).[110]
- Loki apareix a Lego Marvel Super Heroes,[145] amb la veu novament de Troy Baker.[110]
- Loki apareix a Marvel Puzzle Quest.[146]
- Loki apareix a Thor: The Dark World - The Official Game, amb la veu de David Wells.[110]
- Loki apareix a Disney Tsum Tsum.[147]
- Loki apareix a Disk Wars Avengers: Ultimate Heroes.[148]
- Loki apareix com un personatge desbloquejable a Marvel Avengers Alliance Tactics.[149]
- Loki apareix com un personatge jugable a Disney Infinity 2.0,[150] amb la veu de Troy Baker.[110]
- Loki apareix a Disney Infinity 3.0, amb la veu de Troy Baker.[151]
- Loki apareix a Marvel Contest of Champions.[152]
- Loki apareix a Marvel: Future Fight.[153]
- Loki apareix a Lego Marvel's Avengers, amb la veu d'arxius d'audio de Tom Hiddleston.[154]
- Loki apareix a Marvel Mighty Heroes.[155]
- Loki i Lady Loki apareixen a Marvel Avengers Academy, amb les veus respectivament de Tom Cassel i Elizabeth Futter.[156][157]
- Loki apareix a Marvel Tsum Tsum.[147]
- Loki apareix a Lego Marvel Super Heroes 2.[158]
- Loki apareix a Pinball FX3.[159]
- Loki apareix a Marvel Battle Lines.[160]
- Loki apareix a Marvel End Time Arena.[161]
- Loki apareix a Marvel Powers United VR,[162] amb la veu novament de Crispin Freeman.[110]
- Loki apareix a Marvel Strike Force.[163]
- Loki apareix a Marvel Hero Tales.[164]
- Loki apareix com un personatge jugable a Marvel Ultimate Alliance 3: The Black Order,[165] amb la veu de Jason Spisak.[166][167] Experimenta amb l'element ISO-8 per enfrontar-se als herois i s'alia amb Hydra per prendre Asgard. No obstant, el traeixen i l'empresonen fora de pantalla fins que els herois arriben i el lliberen perquè els pugui ajudar com expiació fins el retorn d'Odín.
- Loki apareix a Marvel Super War.[168]
- Loki apareix a Marvel Duel.[169]
- Loki apareix a Fortnite Battle Royale.[170]
- Loki apareix a Marvel Dimension of Heroes, amb la veu novament de Crispin Freeman.[171]
- Loki apareix a Marvel Future Revolution, amb la veu novament de Jason Spisak.[172]
- Loki apareix a Marvel's Avengers, amb la veu de Travis Willingham mentre suplanta Thor.[173][174] A més, apareix una versió de línia de temps alternativa de Loki a "The Mighty Thor" DLC.
- Loki apareix com un personatge jugable a Marvel Rivals.[175]